# Dirck Barendsz

Triptyk med Marias liv av Dirck Barendsz.

Dirck Barendsz, född 1534 och död 1592, var en holländsk målare.
Barendsz fick sin utbildning delvis i Venedig, där han var Tizians lärjunge. Han blev senare en av de mest anlitade porträttmålarna i Amsterdam, i vars Rijksmuseum bevaras flera gruppbilder av Barendsz.